# Dongli Hu
Dongli Hu (kinesiska: 东丽湖) är en sjö i Kina. Den ligger i storstadsområdet Tianjin, i den norra delen av landet, omkring 25 kilometer öster om stadens centrum. Dongli Hu ligger 4 meter över havet. Arean är 7,3 kvadratkilometer. Trakten runt Dongli Hu består till största delen av jordbruksmark. Den sträcker sig 3,7 kilometer i nord-sydlig riktning, och 3,5 kilometer i öst-västlig riktning.
Genomsnittlig årsnederbörd är 741 millimeter. Den regnigaste månaden är juli, med i genomsnitt 222 mm nederbörd, och den torraste är januari, med 3 mm nederbörd.